# 2973 Paola
A 2973 Paola (ideiglenes jelöléssel 1951 AJ) a Naprendszer kisbolygóövében található aszteroida. Sylvain Julien Victor Arend fedezte fel 1951. január 10-én.